# Emma Chervet
Emma Chervet (ur. 31 grudnia 2003) – francuska skoczkini narciarska, reprezentantka klubu CS Chamonix. Uczestniczka mistrzostw świata, medalistka mistrzostw kraju.
Skoki narciarskie uprawia również jej brat bliźniak Jules Chervet.

## Przebieg kariery
W cyklu Alpen Cup debiutowała w sezonie 2020/2021. W sierpniu 2021 po raz pierwszy wystąpiła w FIS Cupie, w zawodach w Gérardmer zajmując 13. i 12. miejsce. W grudniu 2021 dwukrotnie zwyciężyła w zawodach tego cyklu w Kanderstegu. Wystartowała na Mistrzostwach Świata Juniorów 2022 w Zakopanem, gdzie zajęła 15. pozycję indywidualnie oraz 5. w drużynie mieszanej.
We wrześniu 2022 wystąpiła w Letnim Pucharze Kontynentalnym w Lillehammer, zajmując lokaty w trzeciej dziesiątce. W styczniu 2023 w zawodach zimowej edycji Pucharu Kontynentalnego w Eisenerz była 15. i 14. Na początku lutego na Mistrzostwach Świata Juniorów 2023 zajęła 29. miejsce indywidualnie i 9. w zespole mieszanym. Pod koniec miesiąca wystąpiła na seniorskich Mistrzostwach Świata w Narciarstwie Klasycznym 2023 w Planicy, gdzie w kwalifikacjach do zawodów indywidualnych na skoczni normalnej zajęła 45. pozycję, nie uzyskując awansu do konkursu głównego, a w drużynie kobiecej zajęła 7. lokatę.
Wystąpiła na Igrzyskach Europejskich 2023, na których zajęła indywidualnie 30. miejsce na skoczni normalnej i 34. na dużej. 29 lipca 2023 w debiucie w Letnim Grand Prix zajęła 24. lokatę w Courchevel. Od początku sezonu zimowego 2023/2024 startowała w kwalifikacjach do zawodów Pucharu Świata. Awans do konkursu głównego po raz pierwszy wywalczyła 30 grudnia 2023 w Garmisch-Partenkirchen, zajmując ostatecznie 33. lokatę. Pierwsze punkty zdobyła w kolejnym konkursie, 1 stycznia 2024 w Oberstdorfie, gdzie zajęła 29. miejsce. W dalszej części sezonu jeszcze czterokrotnie zajmowała lokaty w najlepszej trzydziestce, a najwyżej sklasyfikowana była na 24. pozycji, którą zajęła 27 stycznia w Ljubnie.
W Letnim Grand Prix 2024 najwyżej klasyfikowana była 21 września w Râșnovie, na 18. miejscu. Siedmiokrotnie zdobyła punkty Pucharu Świata 2024/2025, a w najlepszym występie w cyklu, 22 lutego 2025 w Hinzenbach, zajęła 19. lokatę. Wystartowała na Mistrzostwach Świata w Narciarstwie Klasycznym 2025 w Trondheim. Zajęła na nich 25. pozycję na skoczni normalnej oraz 39. na dużej indywidualnie, a także 9. w drużynie mieszanej.
Stawała na podium mistrzostw Francji. W marcu 2024 zdobyła brązowy, a w październiku 2024 – srebrny medal.

## Mistrzostwa świata
| Miejsce | Dzień     | Rok  | Miejscowość | Skocznia           | Punkt K | HS     | Konkurs      | Skok 1                  | Skok 2                  | Nota                    | Strata                  | Zwycięzca         |
| ------- | --------- | ---- | ----------- | ------------------ | ------- | ------ | ------------ | ----------------------- | ----------------------- | ----------------------- | ----------------------- | ----------------- |
| NQ      | 23 lutego | 2023 | Planica     | Srednja skakalnica | K-95    | HS-102 | indywid.     | nie zakwalifikowała się | nie zakwalifikowała się | nie zakwalifikowała się | nie zakwalifikowała się | Katharina Althaus |
| 7.      | 25 lutego | 2023 | Planica     | Srednja skakalnica | K-95    | HS-102 | druż.        | 77,5 m                  | 80,5 m                  | 671,6 pkt (141,1 pkt)   | 172,2 pkt               | Niemcy            |
| 25.     | 28 lutego | 2025 | Trondheim   | Granåsen           | K-94    | HS-102 | indywid.     | 93,0 m                  | 85,5 m                  | 177,0 pkt               | 82,2 pkt                | Nika Prevc        |
| 9.      | 5 marca   | 2025 | Trondheim   | Granåsen           | K-124   | HS-138 | druż. miesz. | 89,5 m                  | –                       | 283,3 pkt (42,9 pkt)    | 737,1 pkt               | Norwegia          |
| 39.     | 7 marca   | 2025 | Trondheim   | Granåsen           | K-124   | HS-138 | indywid.     | 88,5 m                  | –                       | 40,2 pkt                | 110,7 pkt               | Nika Prevc        |

## Mistrzostwa świata juniorów
| Miejsce | Dzień    | Rok  | Miejscowość | Skocznia              | Punkt K | HS     | Konkurs      | Skok 1 | Skok 2 | Nota                  | Strata    | Zwyciężczyni       |
| ------- | -------- | ---- | ----------- | --------------------- | ------- | ------ | ------------ | ------ | ------ | --------------------- | --------- | ------------------ |
| 15.     | 3 marca  | 2022 | Zakopane    | Średnia Krokiew       | K-95    | HS-105 | indywid.     | 87,5 m | 88,0 m | 190,0 pkt             | 50,5 pkt  | Nika Prevc         |
| 5.      | 6 marca  | 2022 | Zakopane    | Średnia Krokiew       | K-95    | HS-105 | druż. miesz. | 90,0 m | 85,0 m | 759,8 pkt (171,3 pkt) | 124,6 pkt | Austria            |
| 29.     | 2 lutego | 2023 | Whistler    | Whistler Olympic Park | K-95    | HS-104 | indywid.     | 76,0 m | 78,5 m | 142,0 pkt             | 118,7 pkt | Alexandria Loutitt |
| 9.      | 5 lutego | 2023 | Whistler    | Whistler Olympic Park | K-95    | HS-104 | druż. miesz. | 80,0 m | –      | 373,7 pkt (78,2 pkt)  | 546,5 pkt | Słowenia           |

## Igrzyska europejskie
| Miejsce | Dzień      | Rok  | Miejscowość | Skocznia        | Punkt K | HS     | Konkurs  | Skok 1 | Skok 2 | Nota      | Strata    | Zwyciężczyni               |
| ------- | ---------- | ---- | ----------- | --------------- | ------- | ------ | -------- | ------ | ------ | --------- | --------- | -------------------------- |
| 30.     | 27 czerwca | 2023 | Zakopane    | Średnia Krokiew | K-95    | HS-105 | indywid. | 72,0 m | 72,5 m | 135,5 pkt | 127,1 pkt | Jacqueline Seifriedsberger |
| 34.     | 30 czerwca | 2023 | Zakopane    | Wielka Krokiew  | K-125   | HS-140 | indywid. | 89,0 m | –      | 42,2 pkt  | 235,2 pkt | Nika Križnar               |

## Puchar Świata

### Miejsca w klasyfikacji generalnej
| Sezon     | Miejsce |
| --------- | ------- |
| 2023/2024 | 47.     |
| 2024/2025 | 41.     |

### Miejsca w poszczególnych konkursach indywidualnychPucharu Świata
stan na 23 lutego 2025
| Źródło | Źródło      | Źródło      | Źródło      | Źródło                 | Źródło                 | Źródło     | Źródło  | Źródło  | Źródło  | Źródło  | Źródło | Źródło | Źródło    | Źródło      | Źródło      | Źródło     | Źródło | Źródło     | Źródło     | Źródło    | Źródło    | Źródło    | Źródło  | Źródło | Źródło | Źródło | Źródło | Źródło | Źródło | Źródło | Źródło | Źródło | Źródło | Źródło | Źródło | Źródło | Źródło | Źródło | Źródło | Źródło | Źródło | Źródło | Źródło | Źródło | Źródło | Źródło | Źródło | Źródło | Źródło |
| --- | ----------- | ----------- | ----------- | ---------------------- | ---------------------- | ---------- | ------- | ------- | ------- | ------- | ------ | ------ | --------- | ----------- | ----------- | ---------- | ------ | ---------- | ---------- | --------- | --------- | --------- | ------- | ------ | ------ | ------ | ------ | ------ | ------ | ------ | ------ | ------ | ------ | ------ | ------ | ------ | ------ | ------ | ------ | ------ | ------ | ------ | ------ | ------ | ------ | ------ | ------ | ------ | ------ |
| Sezon 2023/2024 |             |             |             |                        |                        |            |         |         |         |         |        |        |           |             |             |            |        |            |            |           |           |           |         |        |        |        |        |        |        |        |        |        |        |        |        |        |        |        |        |        |        |        |        |        |        |        |        |        |        |
| Lillehammer | Lillehammer | Engelberg   | Engelberg   | Garmisch-Partenkirchen | Oberstdorf             | Villach    | Villach | Sapporo | Sapporo | Zaō     | Ljubno | Ljubno | Willingen | Willingen   | Hinzenbach  | Hinzenbach | Lahti  | Oslo       | Oslo       | Trondheim | Trondheim | Vikersund | Planica | punkty | punkty | punkty | punkty | punkty | punkty | punkty | punkty | punkty | punkty | punkty | punkty | punkty | punkty | punkty | punkty | punkty | punkty | punkty |        |        |        |        |        |        |        |
| q | q           | q           | q           | 33                     | 29                     | q          | 39      | 30      | q       | 27      | 24     | 27     | -         | -           | q           | 39         | 38     | q          | q          | q         | q         | -         | -       | 18     | 18     | 18     | 18     | 18     | 18     | 18     | 18     | 18     | 18     | 18     | 18     | 18     | 18     | 18     | 18     | 18     | 18     | 18     |        |        |        |        |        |        |        |
| Sezon 2024/2025 |             |             |             |                        |                        |            |         |         |         |         |        |        |           |             |             |            |        |            |            |           |           |           |         |        |        |        |        |        |        |        |        |        |        |        |        |        |        |        |        |        |        |        |        |        |        |        |        |        |        |
| Lillehammer | Lillehammer | Zhangjiakou | Zhangjiakou | Engelberg              | Garmisch-Partenkirchen | Oberstdorf | Villach | Villach | Sapporo | Sapporo | Zaō    | Zaō    | Willingen | Lake Placid | Lake Placid | Ljubno     | Ljubno | Hinzenbach | Hinzenbach | Oslo      | Vikersund | Lahti     | Lahti   | punkty |        |        |        |        |        |        |        |        |        |        |        |        |        |        |        |        |        |        |        |        |        |        |        |        |        |
| q | q           | 39          | 33          | q                      | q                      | 30         | 32      | q       | 30      | 32      | q      | 32     | 33        | 24          | 25          | 35         | 33     | 19         | 24         | 29        | -         | q         | -       | 36     |        |        |        |        |        |        |        |        |        |        |        |        |        |        |        |        |        |        |        |        |        |        |        |        |        |
| Legenda |             |             |             |                        |                        |            |         |         |         |         |        |        |           |             |             |            |        |            |            |           |           |           |         |        |        |        |        |        |        |        |        |        |        |        |        |        |        |        |        |        |        |        |        |        |        |        |        |        |        |
| 1 2 3 4-10 11-30 poniżej 30 dq – dyskwalifikacja q – dyskwalifikacja w kwalifikacjach q – zawodniczka nie zakwalifikowała się - – zawodniczka nie wystartowała |             |             |             |                        |                        |            |         |         |         |         |        |        |           |             |             |            |        |            |            |           |           |           |         |        |        |        |        |        |        |        |        |        |        |        |        |        |        |        |        |        |        |        |        |        |        |        |        |        |        |

### Miejsca w poszczególnych konkursach drużynowychPucharu Świata
stan po zakończeniu sezonu 2024/2025
| Źródło                                                                              | Źródło          | Źródło          | Źródło          | Źródło          | Źródło          | Źródło              | Źródło          | Źródło            | Źródło              |
| ----------------------------------------------------------------------------------- | --------------- | --------------- | --------------- | --------------- | --------------- | ------------------- | --------------- | ----------------- | ------------------- |
| Sezon 2023/2024                                                                     | Sezon 2023/2024 | Sezon 2023/2024 | Sezon 2023/2024 | Sezon 2023/2024 | Sezon 2023/2024 | Sezon 2023/2024     | Sezon 2023/2024 | Sezon 2023/2024   | Zaō (duety)         |
| Sezon 2023/2024                                                                     | Sezon 2023/2024 | Sezon 2023/2024 | Sezon 2023/2024 | Sezon 2023/2024 | Sezon 2023/2024 | Sezon 2023/2024     | Sezon 2023/2024 | Sezon 2023/2024   | 6                   |
| Sezon 2024/2025                                                                     | Sezon 2024/2025 | Sezon 2024/2025 | Sezon 2024/2025 | Sezon 2024/2025 | Sezon 2024/2025 | Lillehammer (mikst) | Zaō (duety)     | Willingen (mikst) | Lake Placid (mikst) |
| Sezon 2024/2025                                                                     | Sezon 2024/2025 | Sezon 2024/2025 | Sezon 2024/2025 | Sezon 2024/2025 | Sezon 2024/2025 | 8                   | 11              | 8                 | -                   |
| Legenda                                                                             |                 |                 |                 |                 |                 |                     |                 |                   |                     |
| 1 2 3 4-8 poniżej 8 (Duety: 1 2 3 4-12 poniżej 12) - – zawodniczka nie wystartowała |                 |                 |                 |                 |                 |                     |                 |                   |                     |

### Raw Air

#### Miejsca w klasyfikacji generalnej
| Sezon | Miejsce |
| ----- | ------- |
| 2024  | 46.     |
| 2025  | 30.     |

### Turniej Dwóch Nocy

#### Miejsca w klasyfikacji generalnej
| Sezon     | Miejsce |
| --------- | ------- |
| 2024/2025 | 32.     |

## Letnie Grand Prix

### Miejsca w klasyfikacji generalnej
| Sezon | Miejsce |
| ----- | ------- |
| 2023  | 53.     |
| 2024  | 30.     |

### Miejsca w poszczególnych konkursachLGP
stan po zakończeniu LGP 2024
| Źródło | Źródło           | Źródło        | Źródło        | Źródło            | Źródło       | Źródło            | Źródło | Źródło | Źródło | Źródło | Źródło | Źródło | Źródło | Źródło | Źródło | Źródło | Źródło | Źródło | Źródło | Źródło | Źródło | Źródło | Źródło | Źródło | Źródło | Źródło | Źródło | Źródło | Źródło | Źródło | Źródło | Źródło | Źródło | Źródło | Źródło | Źródło | Źródło | Źródło | Źródło |
| --- | ---------------- | ------------- | ------------- | ----------------- | ------------ | ----------------- | ------ | ------ | ------ | ------ | ------ | ------ | ------ | ------ | ------ | ------ | ------ | ------ | ------ | ------ | ------ | ------ | ------ | ------ | ------ | ------ | ------ | ------ | ------ | ------ | ------ | ------ | ------ | ------ | ------ | ------ | ------ | ------ | ------ |
| 2023 |                  |               |               |                   |              |                   |        |        |        |        |        |        |        |        |        |        |        |        |        |        |        |        |        |        |        |        |        |        |        |        |        |        |        |        |        |        |        |        |        |
| Courchevel 29.07 | Courchevel 30.07 | Szczyrk 05.08 | Szczyrk 06.08 | Râșnov 23.09      | Râșnov 24.09 | Klingenthal 07.10 | punkty | punkty | punkty | punkty | punkty | punkty | punkty | punkty | punkty | punkty | punkty | punkty | punkty | punkty | punkty | punkty | punkty | punkty | punkty |        |        |        |        |        |        |        |        |        |        |        |        |        |        |
| 24 | 25               | -             | -             | -                 | -            | -                 | 13     | 13     | 13     | 13     | 13     | 13     | 13     | 13     | 13     | 13     | 13     | 13     | 13     | 13     | 13     | 13     | 13     | 13     | 13     |        |        |        |        |        |        |        |        |        |        |        |        |        |        |
| 2024 |                  |               |               |                   |              |                   |        |        |        |        |        |        |        |        |        |        |        |        |        |        |        |        |        |        |        |        |        |        |        |        |        |        |        |        |        |        |        |        |        |
| Courchevel 13.08 | Courchevel 14.08 | Râșnov 21.09  | Râșnov 22.09  | Klingenthal 05.10 | punkty       | punkty            | punkty | punkty | punkty | punkty | punkty | punkty | punkty | punkty | punkty | punkty | punkty | punkty | punkty | punkty | punkty | punkty | punkty |        |        |        |        |        |        |        |        |        |        |        |        |        |        |        |        |
| 22 | 28               | 18            | 20            | 30                | 37           | 37                | 37     | 37     | 37     | 37     | 37     | 37     | 37     | 37     | 37     | 37     | 37     | 37     | 37     | 37     | 37     | 37     | 37     |        |        |        |        |        |        |        |        |        |        |        |        |        |        |        |        |
| Legenda |                  |               |               |                   |              |                   |        |        |        |        |        |        |        |        |        |        |        |        |        |        |        |        |        |        |        |        |        |        |        |        |        |        |        |        |        |        |        |        |        |
| 1 2 3 4-10 11-30 poniżej 30 dq – dyskwalifikacja q – dyskwalifikacja w kwalifikacjach q – zawodniczka nie zakwalifikowała się - – zawodniczka nie wystartowała |                  |               |               |                   |              |                   |        |        |        |        |        |        |        |        |        |        |        |        |        |        |        |        |        |        |        |        |        |        |        |        |        |        |        |        |        |        |        |        |        |

## Letni Puchar Interkontynentalny

### Miejsca w klasyfikacji generalnej
| Sezon | Miejsce |
| ----- | ------- |
| 2023  | 32.     |
| 2024  | 80.     |

### Miejsca w poszczególnych konkursachLetniego Pucharu Interkontynentalnego
stan po zakończeniu LPI 2024
| Źródło                                                                            | Źródło       | Źródło    | Źródło    | Źródło | Źródło | Źródło     | Źródło     | Źródło | Źródło | Źródło | Źródło | Źródło | Źródło | Źródło | Źródło | Źródło | Źródło | Źródło | Źródło | Źródło | Źródło | Źródło | Źródło | Źródło | Źródło | Źródło | Źródło | Źródło | Źródło | Źródło | Źródło | Źródło | Źródło | Źródło | Źródło | Źródło | Źródło | Źródło | Źródło |
| --------------------------------------------------------------------------------- | ------------ | --------- | --------- | ------ | ------ | ---------- | ---------- | ------ | ------ | ------ | ------ | ------ | ------ | ------ | ------ | ------ | ------ | ------ | ------ | ------ | ------ | ------ | ------ | ------ | ------ | ------ | ------ | ------ | ------ | ------ | ------ | ------ | ------ | ------ | ------ | ------ | ------ | ------ | ------ |
| 2023                                                                              |              |           |           |        |        |            |            |        |        |        |        |        |        |        |        |        |        |        |        |        |        |        |        |        |        |        |        |        |        |        |        |        |        |        |        |        |        |        |        |
| Oslo                                                                              | Oslo         | Stams     | Stams     | punkty | punkty | punkty     | punkty     | punkty | punkty | punkty | punkty | punkty | punkty | punkty | punkty | punkty | punkty | punkty | punkty | punkty | punkty | punkty |        |        |        |        |        |        |        |        |        |        |        |        |        |        |        |        |        |
| -                                                                                 | -            | 18        | 21        | 23     | 23     | 23         | 23         | 23     | 23     | 23     | 23     | 23     | 23     | 23     | 23     | 23     | 23     | 23     | 23     | 23     | 23     | 23     |        |        |        |        |        |        |        |        |        |        |        |        |        |        |        |        |        |
| 2024                                                                              |              |           |           |        |        |            |            |        |        |        |        |        |        |        |        |        |        |        |        |        |        |        |        |        |        |        |        |        |        |        |        |        |        |        |        |        |        |        |        |
| Hinterzarten                                                                      | Hinterzarten | Trondheim | Trondheim | Stams  | Stams  | Einsiedeln | Einsiedeln | Otepää | Otepää | punkty | punkty | punkty | punkty | punkty | punkty | punkty | punkty | punkty | punkty | punkty | punkty | punkty | punkty | punkty | punkty | punkty | punkty | punkty |        |        |        |        |        |        |        |        |        |        |        |
| -                                                                                 | -            | 30        | -         | -      | -      | -          | -          | -      | -      | 1      | 1      | 1      | 1      | 1      | 1      | 1      | 1      | 1      | 1      | 1      | 1      | 1      | 1      | 1      | 1      | 1      | 1      | 1      |        |        |        |        |        |        |        |        |        |        |        |
| Legenda                                                                           |              |           |           |        |        |            |            |        |        |        |        |        |        |        |        |        |        |        |        |        |        |        |        |        |        |        |        |        |        |        |        |        |        |        |        |        |        |        |        |
| 1 2 3 4-10 11-30 poniżej 30 dq – dyskwalifikacja - – zawodniczka nie wystartowała |              |           |           |        |        |            |            |        |        |        |        |        |        |        |        |        |        |        |        |        |        |        |        |        |        |        |        |        |        |        |        |        |        |        |        |        |        |        |        |